# هنري دي فرانس
هنري دي فرانس (بالفرنسية: Henri de France)‏ هو مخترع ومهندس فرنسي، ولد في 7 سبتمبر 1911 في باريس في فرنسا، وتوفي بنفس المكان في 29 أبريل 1986.

## وصلات خارجية
- هنري دي فرانس على موقع الموسوعة البريطانية (الإنجليزية)